# Didier Rykner
Pour les articles homonymes, voir Rykner.
Didier Rykner est un journaliste français né à Paris le 15 décembre 1961. Il est le fondateur du magazine en ligne La Tribune de l'art.

## Biographie
Ancien élève de l’Institut national agronomique Paris-Grignon (1982), ingénieur agronome, Didier Rykner est diplômé de l'École du Louvre (1987) et a étudié à l'Institut d'études politiques de Paris.
Il a fondé La Tribune de l'art, ayant pour objet l'actualité de l’histoire de l’art et du patrimoine occidental du Moyen Âge aux années 1930,.
En 2007, il est à l'origine de la pétition « Les musées ne sont pas à vendre », qui a recueilli plus de 3 000 signatures et qui s'opposait à la création des musées Louvre Abou Dhabi et Louvre Lens et à la coopération avec le High Museum of Art d'Atlanta.
Dès 2011, il constate des lacunes dans l'entretien des lieux de culte parisiens.
En 2018, après la remise au président de la République Emmanuel Macron d'un rapport confié à Bénédicte Savoy et Felwine Sarr, sur la question des restitutions du patrimoine africain de la période coloniale, Didier Rykner critique vivement les préconisations de ce rapport. Les auteurs conseillent dans ce texte que soit restitué le patrimoine dont l'acquisition ne saurait être prouvée par un consentement explicite,.
Le mouvement SaccageParis se fait le relais de sa lutte pour la préservation de la capitale sur les réseaux sociaux. À cette occasion, il dénonce la gestion de la mairie dans le domaine de l'environnement et du patrimoine. Avec son dernier ouvrage La Disparition de Paris, il se pose en défenseur du patrimoine urbain parisien et des dérives de la mairie de Paris dans l'entretien de celui-ci,.
Au delà de Paris, son discours le pousse à soutenir le patrimoine français en luttant contre les bâches publicitaires ou encore les éoliennes. Il s'oppose régulièrement au ministère de la Culture mais aussi aux édiles qu'il accuse de brader leur patrimoine ou de détruire un cadre de vie,.

## Ouvrages
- Le Spleen d'Apollon, Nicolas Chaudun, 2008, 141 p.[18],[19]
- La Restitution des œuvres d'art : solutions et impasses, Fernand Hazan, 2011, 112 p.[20] avec Corinne Hershkovitch[21],[22]
- La Tribune de l'Art, Gourcuff Gradenigo, 2013 , 208 p.
- La Disparition de Paris, Paris, Les Belles Lettres, 2022, 240 p.[23]
- Notre-Dame, une affaire d'État, Paris, Les Belles Lettres, 2023, 272 p. (ISBN 978-2251454955).
- Mauvais genre au musée, Paris, Les Belles lettres, 280 p., 2025  (ISBN 978-2251456782)[17]

### Sources
- « Didier Rykner monte à la tribune (entretien) », Louvr'Boîte : le journal des élèves de l'école du Louvre, no 8,‎ décembre 2011, p. 20-25 (ISSN 1969-9611)